# Bathylamprops natalensis
Bathylamprops natalensis är en kräftdjursart som beskrevs av Jones 1969. Bathylamprops natalensis ingår i släktet Bathylamprops och familjen Lampropidae. Inga underarter finns listade i Catalogue of Life.